# Aspelands och Handbörds domsagas valkrets
Aspelands och Handbörds domsagas valkrets var vid riksdagsvalen till andra kammaren 1866–1908 en egen valkrets med ett mandat. Valkretsen, som omfattade Aspelands och Handbörds härader, avskaffades inför valet 1911 då den uppgick i Kalmar läns norra valkrets.

## Riksdagsmän
- Carl Johan Svensén, min 1867, nylib 1868–1869 (1867–1869)
- Peter Magnus Gunnarson, lmp (1870–1875)
- Carl Johan Svensén, lmp (1876–1883)
- Carl Johan Petersson, nya lmp 1888–1889 (1884–1890)
- Melcher Ekströmer, nya lmp 1891–1894, lmp 1895 (1891–1895)
- Julius Högstedt, lmp (1896–1902)
- Peter Risberg, lmp (1903–1908)
- Erik Anderson, lmp (1909–1911)

## Valresultat

### 1896
| Andrakammarvalet i Sverige 1896: Aspelands och Handbörds domsagas valkrets | Andrakammarvalet i Sverige 1896: Aspelands och Handbörds domsagas valkrets | Andrakammarvalet i Sverige 1896: Aspelands och Handbörds domsagas valkrets | Andrakammarvalet i Sverige 1896: Aspelands och Handbörds domsagas valkrets | Andrakammarvalet i Sverige 1896: Aspelands och Handbörds domsagas valkrets |
| Kandidat                                                                   | Kandidat                                                                   | Röster                                                                     | Röster                                                                     | Röster                                                                     |
| Kandidat                                                                   | Kandidat                                                                   | Antal                                                                      | %                                                                          | +− %                                                                       |
| -------------------------------------------------------------------------- | -------------------------------------------------------------------------- | -------------------------------------------------------------------------- | -------------------------------------------------------------------------- | -------------------------------------------------------------------------- |
|                                                                            | Julius Högstedt                                                            | 307                                                                        | 70,9                                                                       |                                                                            |
|                                                                            | Efraim Jonsson i Slättemossa                                               | 97                                                                         | 22,4                                                                       |                                                                            |
|                                                                            | Övriga kandidater                                                          | 29                                                                         | 6,7                                                                        | —                                                                          |
| Antal giltiga röster                                                       | Antal giltiga röster                                                       | 433                                                                        |                                                                            |                                                                            |
| Kasserade röster                                                           | Kasserade röster                                                           | 2                                                                          |                                                                            |                                                                            |
| Totalt                                                                     | Totalt                                                                     | 435                                                                        |                                                                            |                                                                            |

Valdeltagandet var 27,3%.

### 1899
| Andrakammarvalet i Sverige 1899: Aspelands och Handbörds domsagas valkrets | Andrakammarvalet i Sverige 1899: Aspelands och Handbörds domsagas valkrets | Andrakammarvalet i Sverige 1899: Aspelands och Handbörds domsagas valkrets | Andrakammarvalet i Sverige 1899: Aspelands och Handbörds domsagas valkrets | Andrakammarvalet i Sverige 1899: Aspelands och Handbörds domsagas valkrets |
| Kandidat                                                                   | Kandidat                                                                   | Röster                                                                     | Röster                                                                     | Röster                                                                     |
| Kandidat                                                                   | Kandidat                                                                   | Antal                                                                      | %                                                                          | +− %                                                                       |
| -------------------------------------------------------------------------- | -------------------------------------------------------------------------- | -------------------------------------------------------------------------- | -------------------------------------------------------------------------- | -------------------------------------------------------------------------- |
|                                                                            | Julius Högstedt                                                            | 224                                                                        | 66,3                                                                       | ▼4,6%                                                                      |
|                                                                            | Efraim Jonsson i Slättemossa                                               | 75                                                                         | 22,2                                                                       | ▼0,2%                                                                      |
|                                                                            | Övriga kandidater                                                          | 39                                                                         | 11,5                                                                       | —                                                                          |
| Antal giltiga röster                                                       | Antal giltiga röster                                                       | 338                                                                        |                                                                            |                                                                            |
| Kasserade röster                                                           | Kasserade röster                                                           | 5                                                                          |                                                                            |                                                                            |
| Totalt                                                                     | Totalt                                                                     | 343                                                                        |                                                                            |                                                                            |

Valet ägde rum den 27 augusti 1899. Valdeltagandet var 20,6%.

### 1902
| Andrakammarvalet i Sverige 1902: Aspelands och Handbörds domsagas valkrets | Andrakammarvalet i Sverige 1902: Aspelands och Handbörds domsagas valkrets | Andrakammarvalet i Sverige 1902: Aspelands och Handbörds domsagas valkrets | Andrakammarvalet i Sverige 1902: Aspelands och Handbörds domsagas valkrets | Andrakammarvalet i Sverige 1902: Aspelands och Handbörds domsagas valkrets |
| Kandidat                                                                   | Kandidat                                                                   | Röster                                                                     | Röster                                                                     | Röster                                                                     |
| Kandidat                                                                   | Kandidat                                                                   | Antal                                                                      | %                                                                          | +− %                                                                       |
| -------------------------------------------------------------------------- | -------------------------------------------------------------------------- | -------------------------------------------------------------------------- | -------------------------------------------------------------------------- | -------------------------------------------------------------------------- |
|                                                                            | Peter Risberg                                                              | 250                                                                        | 42,6                                                                       |                                                                            |
|                                                                            | Julius Högstedt                                                            | 239                                                                        | 40,7                                                                       | ▼25,6%                                                                     |
|                                                                            | Övriga kandidater                                                          | 98                                                                         | 16,7                                                                       | —                                                                          |
| Antal giltiga röster                                                       | Antal giltiga röster                                                       | 587                                                                        |                                                                            |                                                                            |
| Kasserade röster                                                           | Kasserade röster                                                           | 8                                                                          |                                                                            |                                                                            |
| Totalt                                                                     | Totalt                                                                     | 595                                                                        |                                                                            |                                                                            |

Valet ägde rum den 14 september 1902. Valdeltagandet var 34,9%.

### 1905
| Andrakammarvalet i Sverige 1905: Aspelands och Handbörds domsagas valkrets | Andrakammarvalet i Sverige 1905: Aspelands och Handbörds domsagas valkrets | Andrakammarvalet i Sverige 1905: Aspelands och Handbörds domsagas valkrets | Andrakammarvalet i Sverige 1905: Aspelands och Handbörds domsagas valkrets | Andrakammarvalet i Sverige 1905: Aspelands och Handbörds domsagas valkrets |
| Kandidat                                                                   | Kandidat                                                                   | Röster                                                                     | Röster                                                                     | Röster                                                                     |
| Kandidat                                                                   | Kandidat                                                                   | Antal                                                                      | %                                                                          | +− %                                                                       |
| -------------------------------------------------------------------------- | -------------------------------------------------------------------------- | -------------------------------------------------------------------------- | -------------------------------------------------------------------------- | -------------------------------------------------------------------------- |
|                                                                            | Peter Risberg                                                              | 510                                                                        | 75,8                                                                       | ▲33,2%                                                                     |
|                                                                            | Julius Högstedt                                                            | 149                                                                        | 22,1                                                                       | ▼18,6%                                                                     |
|                                                                            | Övriga kandidater                                                          | 14                                                                         | 2,1                                                                        | —                                                                          |
| Antal giltiga röster                                                       | Antal giltiga röster                                                       | 673                                                                        |                                                                            |                                                                            |
| Kasserade röster                                                           | Kasserade röster                                                           | 6                                                                          |                                                                            |                                                                            |
| Totalt                                                                     | Totalt                                                                     | 679                                                                        |                                                                            |                                                                            |

Valet ägde rum den 10 september 1905. Valdeltagandet var 34,9%.

### 1908
| Andrakammarvalet i Sverige 1908: Aspelands och Handbörds domsagas valkrets | Andrakammarvalet i Sverige 1908: Aspelands och Handbörds domsagas valkrets | Andrakammarvalet i Sverige 1908: Aspelands och Handbörds domsagas valkrets | Andrakammarvalet i Sverige 1908: Aspelands och Handbörds domsagas valkrets | Andrakammarvalet i Sverige 1908: Aspelands och Handbörds domsagas valkrets |
| Kandidat                                                                   | Kandidat                                                                   | Röster                                                                     | Röster                                                                     | Röster                                                                     |
| Kandidat                                                                   | Kandidat                                                                   | Antal                                                                      | %                                                                          | +− %                                                                       |
| -------------------------------------------------------------------------- | -------------------------------------------------------------------------- | -------------------------------------------------------------------------- | -------------------------------------------------------------------------- | -------------------------------------------------------------------------- |
|                                                                            | Erik Anderson                                                              | 1 002                                                                      | 78,1                                                                       |                                                                            |
|                                                                            | F. Svensson i Mörlunda (höger)                                             | 139                                                                        | 10,8                                                                       |                                                                            |
|                                                                            | Nils Elmberg i Mörlunda (socialist)                                        | 137                                                                        | 10,7                                                                       |                                                                            |
|                                                                            | Övriga kandidater                                                          | 5                                                                          | 0,4                                                                        | —                                                                          |
| Antal giltiga röster                                                       | Antal giltiga röster                                                       | 1 283                                                                      |                                                                            |                                                                            |
| Kasserade röster                                                           | Kasserade röster                                                           | 2                                                                          |                                                                            |                                                                            |
| Totalt                                                                     | Totalt                                                                     | 1 285                                                                      |                                                                            |                                                                            |

Valet ägde rum den 13 september 1908. Valdeltagandet var 58,6%.